# Herczeg Jenő (színművész)
Herczeg Jenő (született Haaz, Budapest, 1886. március 12. – Budapest, 1961. február 21.) színész, kabaréművész, színházi rendező.

## Élete
Budapesten született Haaz Adolf kereskedelmi utazó és Weiszenstein Júlia gyermekeként zsidó családban. A fővárosban járt elemi iskolába, majd az érettségi vizsga után a Színiakadémián tanult, ahol 1907-ben végzett. Ezt követően a Thália Társasághoz került. Később Szabadkán játszott Farkas Ferenc társulatánál, majd a Buda–temesvári társulat művésze lett. Művészeti tanulmányúton járt Németországban, majd hazatérése után Krecsányi Ignácnál játszott. 1912-ben visszament Budapestre és ebben az évben a Modern Színpad Nagy Endre Kabaré, 1916-tól 1918-ig az Apolló Kabaré tagja volt. 1917. június 3-án a Józsefvárosban házasságot kötött Gombótz Zsófiával. 1923-tól a Terézkörúti Színpadnál működött, ahol főrendező is volt. Hacsek szerepében is fellépett elsőként Vadnay László jelenetsorozatában. A háború kitörésének évében, 1939-ben kitért a református vallásra. A második világháborút követően a Pódium Kabaré, majd 1951-től a Vidám Színpad tagja volt. Tréfáit közölte a Színházi Élet című hetilap, s bemutatta a Terézkörúti Színpad.
Művei jelenetek és egyfelvonásosok, melyeket az Országos Széchényi Könyvtár színháztörténeti osztálya őriz kéziratban.

## Filmszerepei
- Az Apostol (1914)
- Ágyú és harang (1915) – Salandra, öreg olasz
- Maki állást talál (1916, rövid)
- A császár katonái (1918)
- Hivatalnok urak (1918) – Herczog
- Tilos a csók (1919) – kultuszminiszter
- Link és Flink (1927, szkeccs)
- Hyppolit, a lakáj (1931, magyar–német) – Schneider barátja
- Hacsek a korzón (1932, rövid) – Hacsek
- Kísértetek vonata (1933) – utas a vonaton
- Vica, a vadevezős (1933) – Hacsek
- Iza néni (1933)
- Mindent a nőért! (1933) – Hacsek
- Hacsek és Sajó – Az égő nadrág (1934, rövid) – Hacsek
- Hacsek és Sajó – A két ültetvényes (1934, rövid) – Hacsek
- Meseautó (1934) – Péterffy Tamás, az autószalon vezérigazgatója
- Gázolás (1955)
- Tanár úr, kérem… (1956)
- Dollárpapa (1956)